# Emiliano Zapata Nexatengo
Emiliano Zapata Nexatengo är en ort i Mexiko.   Den ligger i kommunen Atlixco och delstaten Puebla, i den sydöstra delen av landet, 100 km sydost om huvudstaden Mexico City. Emiliano Zapata Nexatengo ligger 1 774 meter över havet och antalet invånare är 819.
Terrängen runt Emiliano Zapata Nexatengo är kuperad åt nordost, men åt sydväst är den platt. Runt Emiliano Zapata Nexatengo är det ganska tätbefolkat, med 222 invånare per kvadratkilometer. Närmaste större samhälle är Atlixco, 4,0 km nordväst om Emiliano Zapata Nexatengo. Omgivningarna runt Emiliano Zapata Nexatengo är en mosaik av jordbruksmark och naturlig växtlighet.